# Nesotriccus
Nesotriccus is een geslacht van zangvogels uit de familie tirannen (Tyrannidae).

## Soorten
Het geslacht bevat de volgende soorten:
- Nesotriccus maranonicus  – Marañónvliegenpikker
- Nesotriccus murinus  – Wenkbrauwvliegenpikker
- Nesotriccus ridgwayi  – Cocosvliegenpikker
- Nesotriccus tumbezanus  – Tumbesvliegenpikker